# Sarezzano
Sarezzano – miejscowość i gmina we Włoszech, w regionie Piemont, w prowincji Alessandria.
Według danych na styczeń 2010 gminę zamieszkiwało 1200 osób przy gęstości zaludnienia 87 os./1 km².